# Budynek przy ul. Żeglarskiej 16 w Toruniu
Budynek przy ul. Żeglarskiej 16 w Toruniu – kamienica znajdująca się przy ul. Żeglarskiej 16 w Toruniu, obecnie rezydencja biskupa seniora.
Budynek powstał w XIV wieku. Należał on do rodziny Reussów, jednego z najznamienitszych rodów patrycjuszowskich w średniowiecznym Toruniu, osiadłej w mieście w XIV wieku. Na pocz. XVIII wieku właścicielem kamienicy był kronikarz Jacon Heinrich Zerneke.
Pod koniec 2016 roku podczas prac remontowo-adaptacyjnych odkryto kompozycje: Modlitwa w Ogrójcu oraz fragment cyklu Dziewięciu Bohaterów, zdobiące strop sieni. Malowidła powstały koniec XIV wieku. Znajdowały się one pod dziewiętnastowiecznymi tynkami w pomieszczeniu, gdzie dawniej mieściła się świetlica. Kompozycje poddano pracom konserwatorskiej w I poł. 2017 roku.